# Stazione di Rüthi SG
La stazione di Rüthi SG (in tedesco Bahnhof Rüthi SG) è una stazione ferroviaria a servizio del comune svizzero di Rüthi sulla linea Coira-Rorschach.

## Storia
La stazione fu attivata il 1º luglio 1858, in occasione dell'apertura della tratta Coira-Rheineck della ferrovia Coira-Rorschach.

## Strutture e impianti
La stazione dispone di 2 binari dotati di marciapiede per il servizio passeggeri. È dotata di un fabbricato viaggiatori e diverse pensiline.

## Movimento
La stazione è servita da treni a cadenza oraria sulla relazione Rapperswil - Sargans via San Gallo (linea S4 della rete celere di San Gallo).

## Servizi
Nella stazione sono presenti:
- Biglietteria automatica

Sono inoltre presenti piccoli parcheggi di interscambio per automobili e biciclette.